# 跑马坪乡
跑马坪乡，是中华人民共和国云南省丽江市宁蒗彝族自治县下辖的一个乡镇级行政单位。

## 行政区划
跑马坪乡下辖以下地区：
跑马坪村、二村、沙力坪村和羊场村。